# Villers-le-Sec, Haute-Saône
Villers-le-Sec là một xã ở tỉnh Haute-Saône trong vùng Franche-Comté phía đông Pháp. Xã có diện tích 11,11 km², dân số năm 2006 là 543 người. Khu vực này có độ cao từ 258-389 mét trên mực nước biển.